# Agluona (přítok Minije)

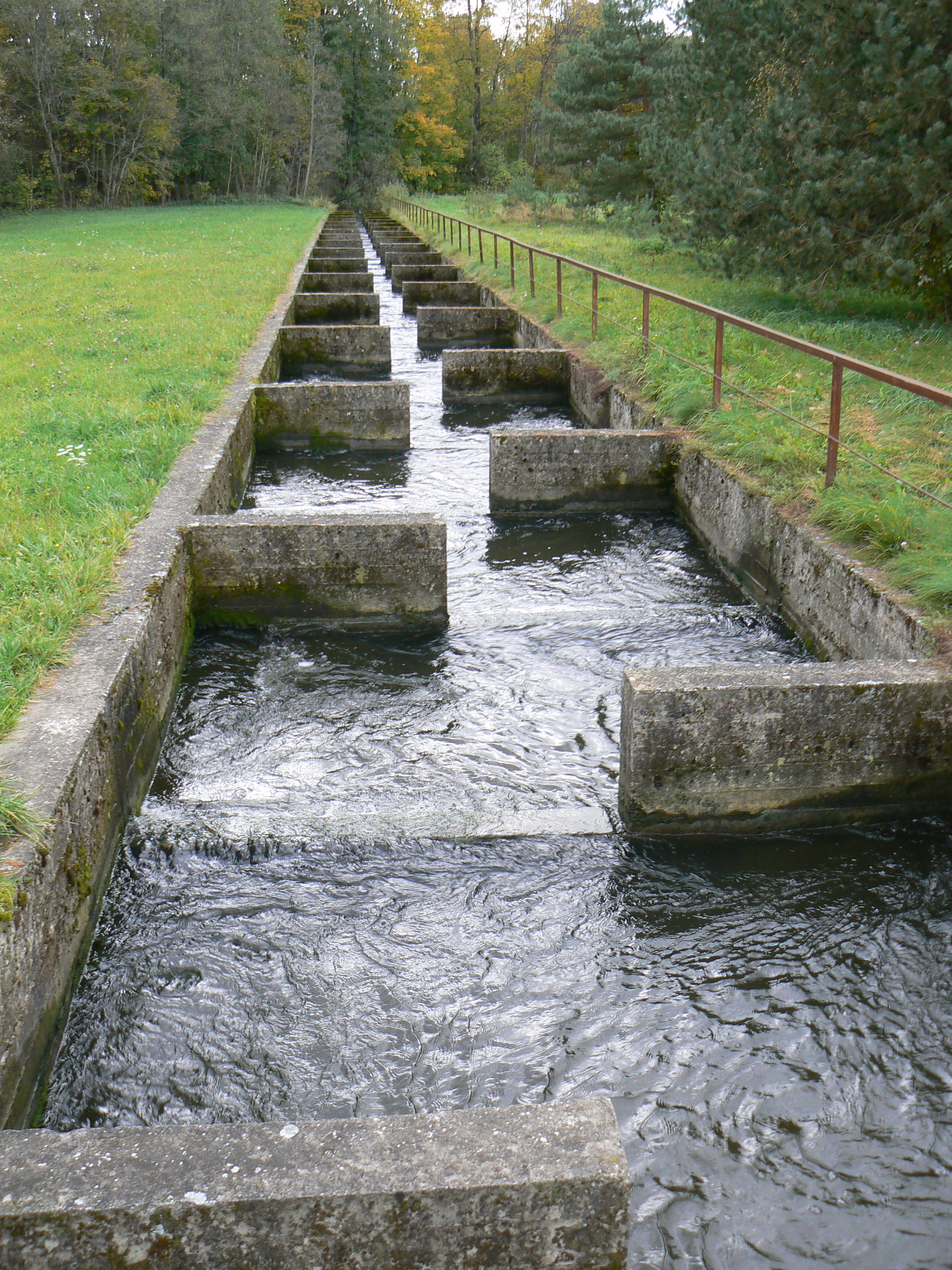
Rybí přechod na řece Agluona v Agluonėnech od hráze cesty ke dvoru Čepų sodyba

Agluona je řeka na západě Litvy (Klaipėdský kraj). Je dlouhá 22,0 km. Povodí má rozlohu 37 km². Pramení v katastru obce Girininkai. Řeka teče směrem jihozápadním, později jižním. Vlévá se do řeky Minija 32,3 km od jejího ústí jako levý přítok. Průměrný spád je 210 cm/km.

## Průběh toku
Obec Girininkai, kde říčka pramení je na cestě Vėžaičiai – Veiviržėnai Rozděluje dvě sousední vsi: Šniaukštai zůstávají na pravém břehu, Jurjonai – na levém. Spojuje je most cesty Dovilai – Šiūparai (kterými protéká levý přítok Agluony Skardupė). Most cesty Klaipėda – Pėžaičiai, za kterým 400 m na levém břehu odbočka do vsi Agluonėnai (které jsou dále po toku na samém břehu). Do řeky Minija se vlévá asi 1 km proti jejímu (Minije) proudu od města Priekulė.

## Přítoky
Levé:
- Skardupė, Šilupis

## Původ názvu
O jazykových souvislostech sledujte část rozcestníku Původ názvu.